# Saqui de cara blanca
Pithecia pithecia és una espècie de mico de la família dels pitècids que es troba al Brasil, la Guaiana Francesa, Guaiana, Surinam i Veneçuela.

## Alimentació
Mengen fruits, llavors i insectes.

## Subespècies
- Pithecia pithecia pithecia
- Pithecia pithecia chrysocephala